# Karabałyk
Karabałyk (kaz. Қарабалық), także: Komsomolec – osiedle typu miejskiego w Kazachstanie, w obwodzie kustanajskim.